# Kenneth Washington
Pour les articles homonymes, voir Kenny Washington et Washington.
Kenneth Washington (né le 19 octobre 1935 et mort le 18 juillet 2025) est un acteur américain surtout connu pour ses rôles du sergent Richard Baker dans la dernière saison de Papa Schultz et de l'officier Miller dans Auto-patrouille.

## Biographie

### Jeunesse
Kenneth Washington naît à Ethel, dans le Mississippi le 19 octobre 1935. Plus tard, sa famille s’installe à San Francisco, en Californie, où il a grandi. Il déménage finalement à Los Angeles pour entamer une carrière d'acteur.

### Carrière d'acteur
Washington apparaît à l'écran en 1947, dans le rôle, non-crédité d'Achille dans La Fière Créole puis avec un rôle non crédité dans le film de 1956 Millionnaire de mon cœur (The Birds and the Bees) et encore en 1968 dans la série de CBS Daktari. Il est surtout connu pour avoir joué le sergent Richard Baker pendant la dernière saison de la série Papa Schultz (Hogan's Heroes)(1970-1971), en remplacement d'Ivan Dixon, et pour son rôle récurrent de l’officier Miller dans Auto-patrouille (Adam-12) de 1968 à 1969.
Il participe aussi à d’autres séries télévisées comme Star Trek (notamment dans l'épisode « That Which Survives »), I Dream of Jeannie, My Three Sons, Dragnet 1967, Petticoat Junction et The Rockford Files. Au cinéma, il joue dans Westworld (1973). Son dernier rôle télévisé connu est dans la série de 1989, A Different World.

### Retraite d’acteur
Kenneth Washington prend sa retraite d'acteur à la fin des années 1980. Il reprend ses études et obtient un diplôme de l'université Loyola Marymount. Il devient instructeur là-bas, se consacre à des cours sur les acteurs noirs dans le cinéma. Plus tard, il enseigne l'interprétation orale et le discours au Southwest College.
Kenneth Washington épouse Alice Marshall en 2001. Ils ont trois enfants.

### Mort
Kenneth Washington meurt le 18 juillet 2025, à l'âge de 89 ans. Il est le dernier membre principal de la distribution de la série Papa Schultz, une série télévisée populaire sous forme de comédie mettant en jeu des prisonniers de guerre de la Seconde Guerre mondiale. 
Ses nombreux rôles à la télévision et au cinéma, ainsi que son travail ultérieur dans l'éducation, laissent un impact durable sur l'industrie du divertissement et contribuent à mettre en valeur les acteurs noirs à Hollywood.

## Filmographie

### Cinéma
| Année | Œuvre                    | Rôle    | Notes       |
| ----- | ------------------------ | ------- | ----------- |
| 1947  | La Fière Créole          | Achille | non-crédité |
| 1956  | Millionnaire de mon cœur |         | non-crédité |

### Télévision
| Année     | Œuvre                      | Rôle                    | Notes                                                              |
| --------- | -------------------------- | ----------------------- | ------------------------------------------------------------------ |
| 1967      | Daktari                    | Sergent                 | épisode : "Miracle in the Jungle" (S 3:Ep 17)                      |
| 1968      | Mes trois fils             |                         | épisode : "Dear Enemy" (S 8:Ep 23)                                 |
| 1968–1969 | Auto-patrouille            | Officier Miller         | 8 épisodes                                                         |
| 1968      | Dragnet 1967               | Officier Bill Bray      | épisode : "Robbery - DR-15" (S 3:Ep 7)                             |
| 1968      | That Girl (en)             | Mr. Fern                | épisode : "Should All our Old Acquaintances be Forgot" (S 3:Ep 13) |
| 1969      | Petticoat Junction (en)    | William R. 'Bill' Blake | épisode : "By the Book" (S 6:Ep 26)                                |
| 1969      | Star Trek                  | John B. Watkins         | épisode : "Les Survivants" (S 3:Ep 17)                             |
| 1969      | Les Règles du jeu          | Vincent Andrade         | épisode : "The Suntan Mob" (S 1:Ep 20)                             |
| 1970–1971 | Papa Schultz               | Sgt. Richard Baker      | Modèle:Plain list                                                  |
| 1970      | Docteur Marcus Welby       | Billy Kincaid           | épisode : "The Soft Phrase of Peace" (S 1:Ep 15)                   |
| 1971      | O'Hara, U.S. Treasury (en) | Marv Dixon              | épisode : "Operation: Time-Fuse" (S 1:Ep 5)                        |
| 1972      | Hec Ramsey                 | Cato Wilkins            | épisode : "Hangman's Wages" (S 1:Ep 2)                             |
| 1973      | Mondwest                   | Technicien              |                                                                    |
| 1975      | Police Story               | partenaire de Neeley    | épisode : "The Cut Man Caper" (S 3:Ep 5)                           |
| 1975      | 200 dollars plus les frais | Garde                   | épisode : "2 Into 5.56 Won't Go" (S 2:Ep 10)                       |
| 1981      | Our Family Business        | Harry                   |                                                                    |
| 1982      | Money on the Side (en)     | Détective White         |                                                                    |
| 1989      | Campus Show                | Mercer Gilbert          | épisode : "For Whom the Jingle Bell Tolls" (S 3:Ep 10)             |